# Modena Football Club 1974-1975
Questa voce raccoglie le informazioni riguardanti il Modena Football Club nelle competizioni ufficiali della stagione 1974-1975.

## Stagione
Nella stagione 1974-1975 il Modena ha disputato il girone B della Serie C. Con 53 punti in classifica si è piazzato al primo posto, davanti al Rimini con 51 punti, ottenendo la promozione in Serie B.

## Rosa
| N. |                   | Ruolo | Calciatore           |
| -- | ----------------- | ----- | -------------------- |
|    | Italia (bandiera) | A     | Roberto Bellinazzi   |
|    | Italia (bandiera) | C     | Gianfranco Bellotto  |
|    | Italia (bandiera) | A     | Giorgio Blasig       |
|    | Italia (bandiera) | A     | Giuliano Boscolo     |
|    | Italia (bandiera) | A     | Mauro Colombini      |
|    | Italia (bandiera) | P     | Gianfranco Geromel   |
|    | Italia (bandiera) | D     | Alessandro Gibellini |
|    | Italia (bandiera) | A     | Aldo Gravante        |

| N. |                   | Ruolo | Calciatore           |
| -- | ----------------- | ----- | -------------------- |
|    | Italia (bandiera) | D     | Vasco Marinelli      |
|    | Italia (bandiera) | D     | Gabriele Matricciani |
|    | Italia (bandiera) | A     | Gastone Mazzoli      |
|    | Italia (bandiera) | C     | Maurizio Pagliacci   |
|    | Italia (bandiera) | D     | Bruno Piaser         |
|    | Italia (bandiera) | C     | Renzo Ragonesi       |
|    | Italia (bandiera) | P     | Ugo Tani             |
|    | Italia (bandiera) | C     | Silvio Zanon         |